# Shoalwater
Shoalwater är en del av en befolkad plats i Australien. Den ligger i kommunen Rockingham och delstaten Western Australia, omkring 40 kilometer söder om delstatshuvudstaden Perth. Antalet invånare är 2 963.
Runt Shoalwater är det tätbefolkat, med 257 invånare per kvadratkilometer.. Närmaste större samhälle är Rockingham, nära Shoalwater. 
Genomsnittlig årsnederbörd är 1 018 millimeter. Den regnigaste månaden är maj, med i genomsnitt 176 mm nederbörd, och den torraste är februari, med 9 mm nederbörd.